# ティアラのワンワンワールド
ティアラのワンワンワールドは、エフエム佐賀で2009年8月22日から同年11月14日まで、土曜8:00-8:25に放送されていたラジオ番組。スポンサーはDHCの一社提供。

## 概要

### 放送時間
土曜　8:00-8:25

### パーソナリティ
- ティアラ

## 主なコーナー
ワンワンワンダフル
ペット（犬）が出てくる映画や小説などの紹介。
コンニチハ・ワンちゃん
犬好きな著名人へのインタビューなど。
出演リスト
- 松本秀樹
- 栗山英樹
- 水前寺清子
- 千綿偉功
- 川上直子

- 橘ノ圓
- 岩崎宏美
- 山本ひかる
- 鈴木康弘

- 天方直実
- 愛内里菜
- 豊永香代
- 清水アキラ

ティアラのワン・クリック
リスナーメッセージ紹介コーナー。
DHCのオススメ・ワンケア
DHCのペット用品紹介。